# К вам пришёл ангел
«К вам пришёл а́нгел» — российский художественный фильм режиссёра Николая Глинского, основанный на реальной истории трагически погибшего в 1985 году актёра Талгата Нигматулина.
 Премьера состоялась на кинофестивале «Кинотавр» в 2005 году.

## Сюжет
Оказавшись в большом городе, семнадцатилетняя героиня фильма попадает в неприятности, из которых её спасает Талгат, актёр и поэт, обладатель чёрного пояса по карате. Стремительно развивающимся отношениям мешает что Талгат — член секты и полностью подчиняется Учителю. Разными способами она пытается изменить ситуацию, пытаясь понять его, отправляется в лагерь сектантов. Но неожиданно и при таинственных обстоятельствах Талгата убивают. Ей предстоит выяснить причины смерти друга и понять, кто же такой этот загадочный Учитель.

## В ролях
- Фархад Махмудов — Талгат
- Евгения Лоза — Лоза
- Амет-Хан Магомедов — Оскар
- Шухрат Иргашев — Усман
- Светлана Замараева — Виллия
- Олег Попков — Иванов
- Владимир Назаров — Дубровин
- Дмитрий Бобров — Пеструшин
- Валерий Величко — шофёр
- Вячеслав Кириличев — журналист
- Татьяна Савинкова — жена дяди Славы
- Сергей Гамов — эпизод
- Юрий Алексеев — эпизод
- Ирина Ермолова — эпизод
- Александр Замураев — эпизод
- Тамара Зимина — эпизод